# Loggia

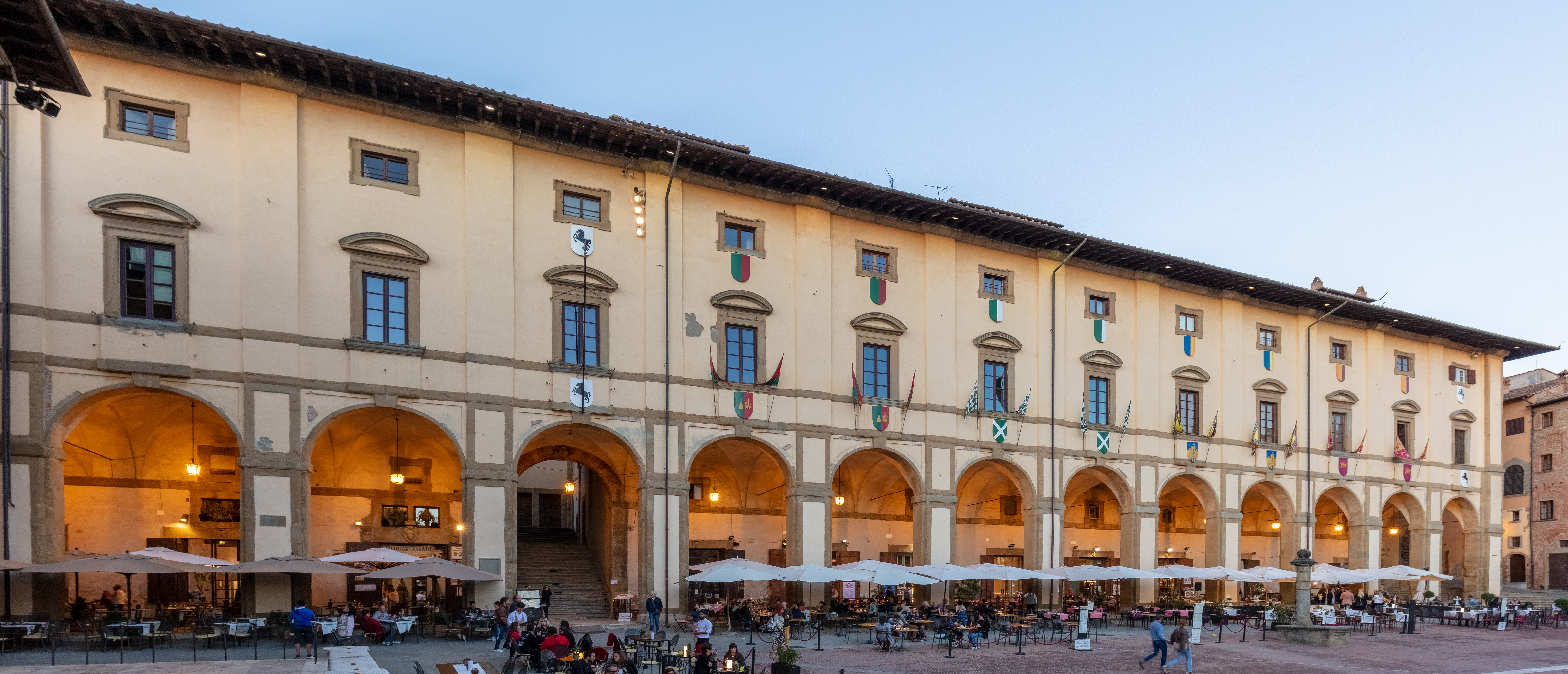
Loggia del Vasari, in piazza Grande ad Arezzo

La loggia è un elemento architettonico, aperto integralmente almeno su un lato, come una galleria o un portico, spesso rialzato e coperto, e in genere sostenuto da colonne e archi. Può essere pervia (praticabile) oppure avere soltanto funzione decorativa.
Diffusa nell'architettura italiana, soprattutto della seconda metà del Cinquecento e del Seicento, le logge si trovano perlopiù al pianterreno, ma talvolta anche al primo piano (fungendo così da balconi o terrazze); due logge sovrapposte, una al pianterreno e l'altra al primo piano, formano una loggia doppia.

## Esempi di loggia

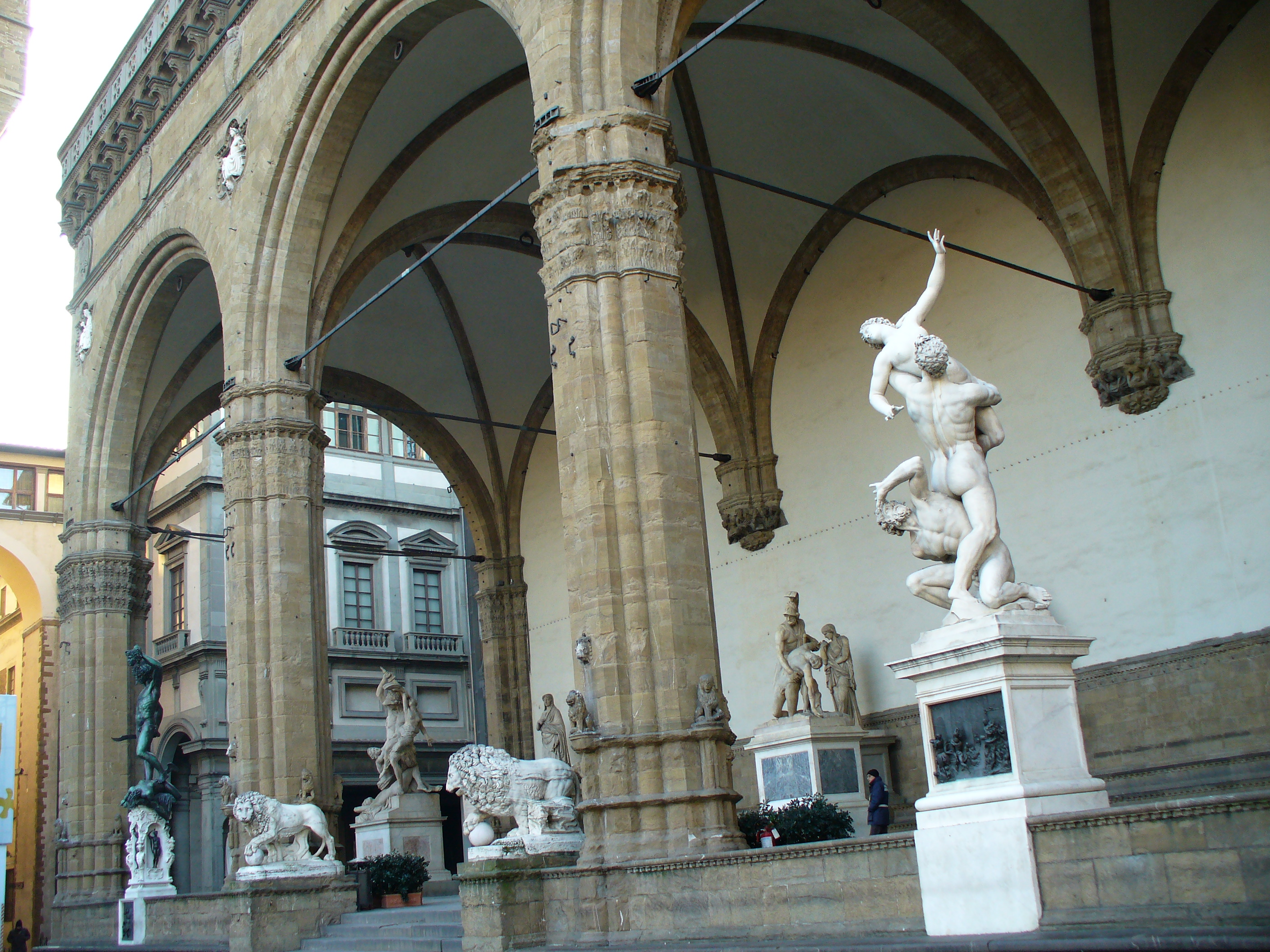
Loggia dei Lanzi a Firenze

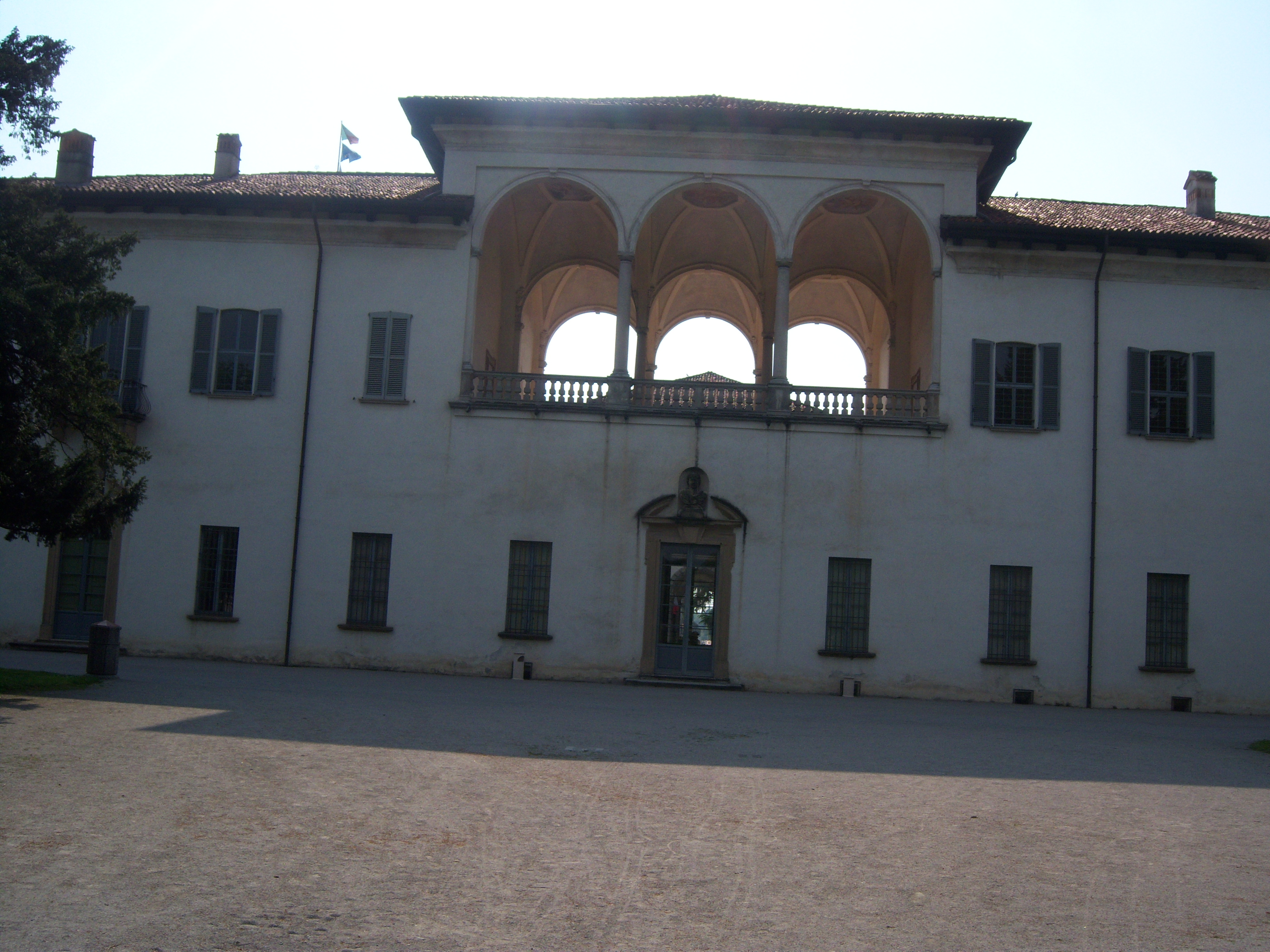
Loggia alla genovese del Palazzo Arese Borromeo a Cesano Maderno

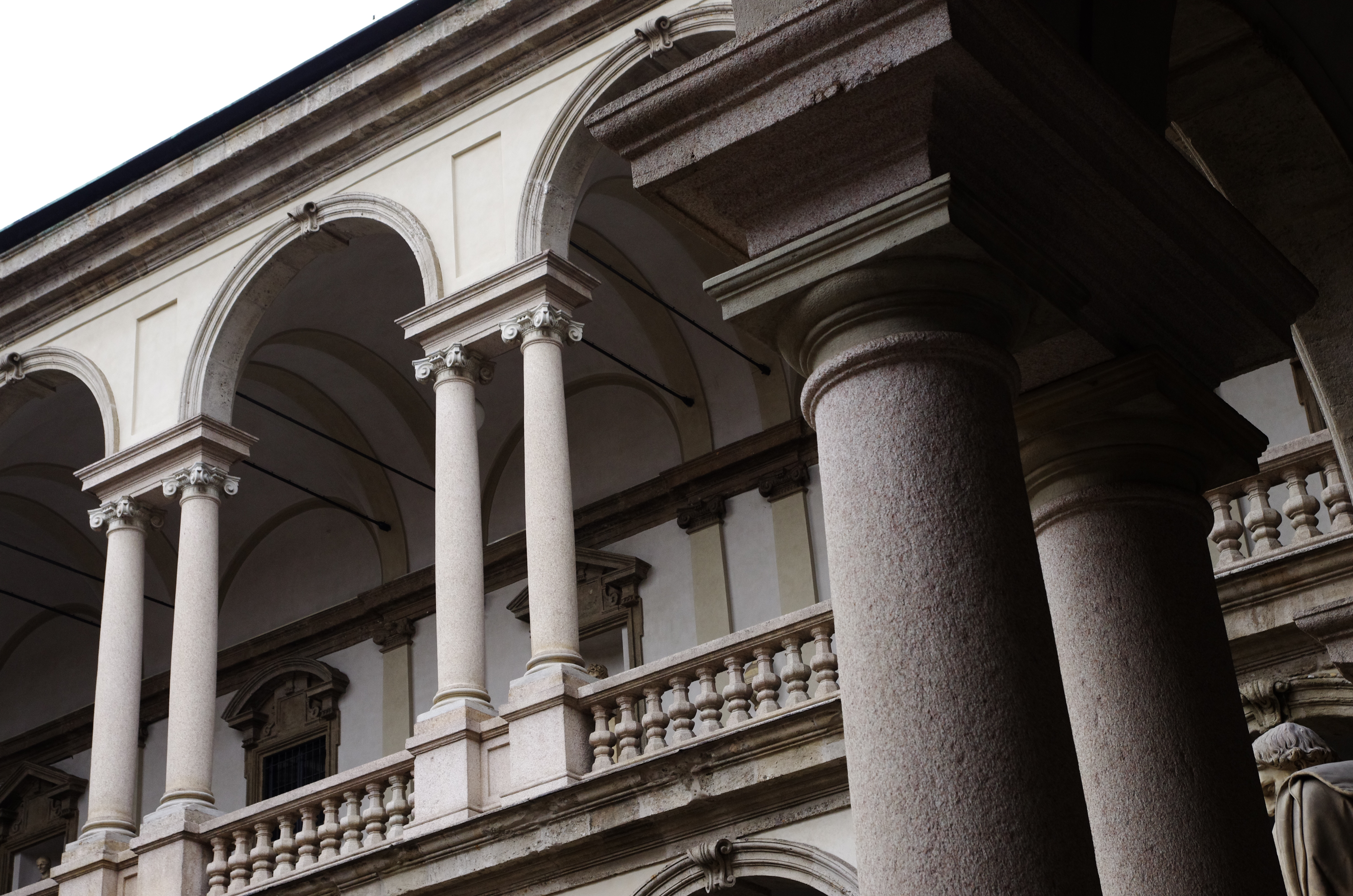
Loggia doppia a serliana, palazzo Brera a Milano

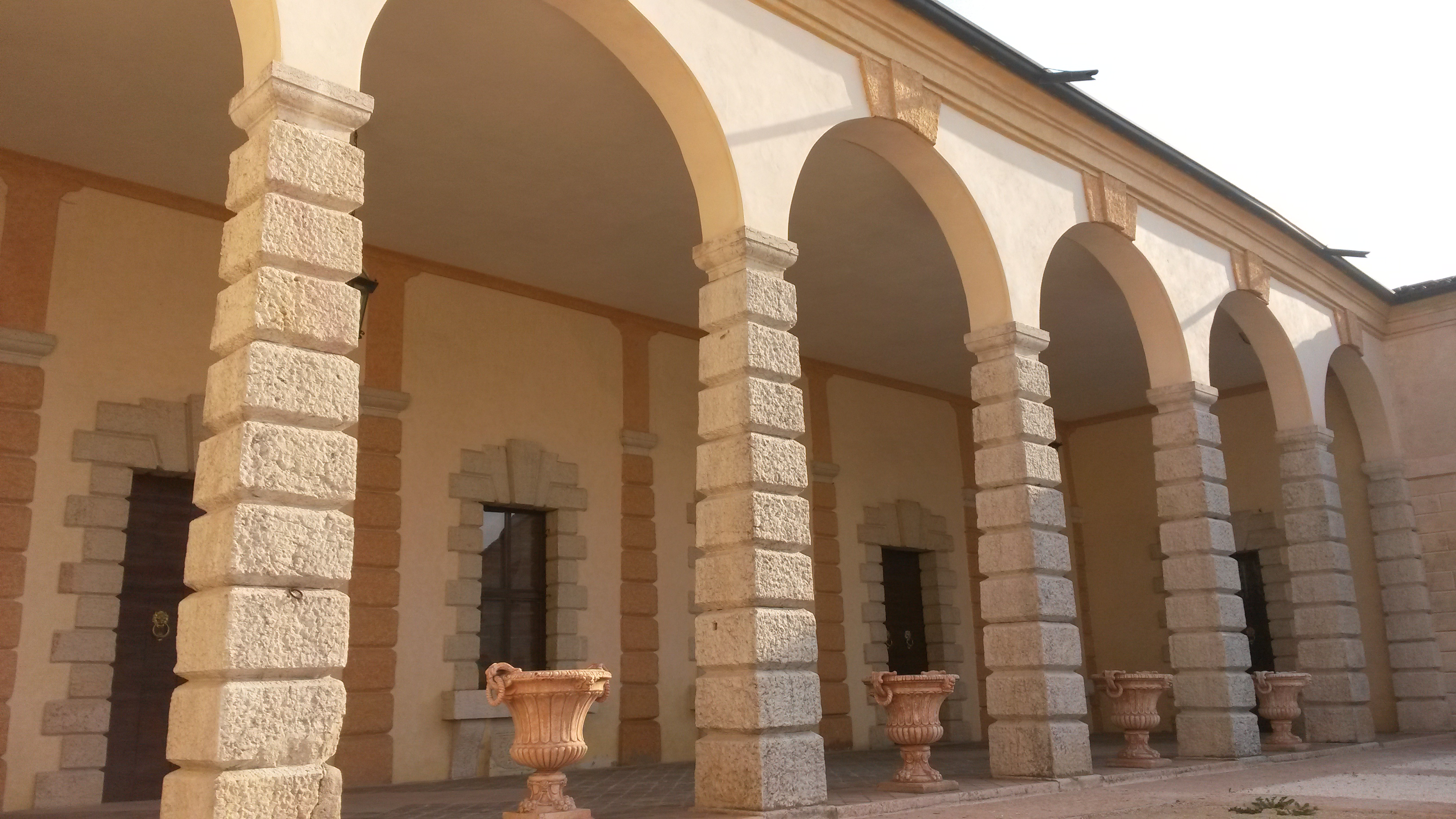
Villa Nichesola-Conforti, 1580 circa, Ponton di Sant'Ambrogio di Valpolicella (Verona). Sul finire del Cinquecento, il canonico Cesare Nichesola aveva destinato la Loggia a funzioni museali.

- Villa Nichesola-Conforti, 1580 circa, Ponton di Sant'Ambrogio di Valpolicella (Verona). Sul finire del Cinquecento, il canonico Cesare Nichesola aveva destinato la Loggia a funzioni museali.Portico dei Cavalieri Templari (Brindisi)
- Casa dei Cavalieri di Rodi (Roma)
- Loggia del Vasari (Arezzo)
- Palazzo della Loggia (Brescia)
- Cortile di Palazzo Brera (Milano) Doppia loggia
- Logge di Banchi (Pisa)
- Loggia Rucellai (Firenze)
- Loggia della Signoria, o dei Lanzi (Firenze)
- Loggia del Porcellino (Firenze)
- Loggia dei Servi di Maria (Firenze)
- Loggia del Lionello (Udine)
- Palazzo Contarini del Bovolo (Venezia) Serie di logge sovrapposte
- Basilica Palladiana (Vicenza) Doppia loggia
- Teatro Municipale (Reggio Emilia)
- Loggia dei pesci di Reggio (Siderno)
- Villa Nichesola-Conforti (Ponton di Sant'Ambrogio di Valpolicella, Verona) Loggia terrena
- Palazzo Arese Borromeo (Cesano Maderno - MB) Loggia alla genovese, al primo piano
- Loggetta delle Benedettine (Paternò) Loggia belvedere
- Loggia Veneta (Asola)
- Loggia della Magnifica Comunità (Castel Goffredo)
- Logge del grano (Pieve Santo Stefano).
- Logge delle Laudi (Sansepolcro).